# آبگوشت بویلون

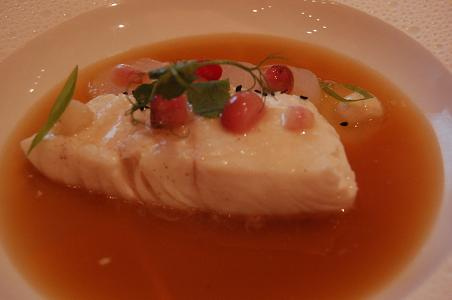
ماهی حلزونی پخته شده در آبگوشت بویلون

کورت بویلون یا آبگوشت بویلون (در لوئیزیانا، تلفظ coo-be-yon )  آبگوشتی است از شراب سفید و آب هویج و کرفس و پیاز خرد شده و ادویه که گوشت (به ویژه ماهی) در آن جوشیده و به سرعت پخته می شود. همچنین گاهی اوقات از آن برای آب‌پز کردن سبزیجات ، تخم مرغ ، نان شیرینی ، گل تاج خروس و گوشت های لطیف استفاده می شود. این آبگوشت حاوی انواع چاشنی ها و نمک، اما فاقد ژلاتین حیوانی است.
1. ↑  Mae, Stella. "Court Bouillon (pronounced KOO-BEE-YON)". food.com. Retrieved 14 November 2020.